# AM08 SNCB
Les AM 08 de la SNCB sont des rames automotrices de la famille des Siemens Desiro ML acquises par l'opérateur de chemin de fer belge SNCB auprès du constructeur Siemens AG.
Trois sortes d’automotrices composent cette commande : 115 rames monotension conventionnelles (08001-08115), 95 rames monotension destinées au futur RER bruxellois (08116-08210) et 95 rames bi-tension conventionnelles (08501-08595). Les 210 automotrices conventionnelles sillonnent les autres lignes du pays et remplacent les plus anciennes automotrices du parc (AM 62-63-65). Toutefois les rames bi-tension (3 kV et 25 kV) peuvent également relier certains pays limitrophes (Grand-Duché du Luxembourg y compris Athus-Meuse et Liège-Gouvy). Toutes les rames sont équipées de l'ETCS et de la TBL 1+.

## Histoire
Le contrat d’acquisition de ces automotrices a été signé en mai 2008, pour un montant total de 1 425 millions d'euros, soit environ 4,76 millions par rame.
Ces rames étaient en test sur le réseau belge depuis 2010.
Le public a pu les découvrir lors des journées portes ouvertes de la SNCB, les week-ends de septembre et octobre 2011. Les locomotives électriques de la  nouvelle série 18 étaient également présentées lors de cet évènement qui a accueilli plus de 35 000 visiteurs.

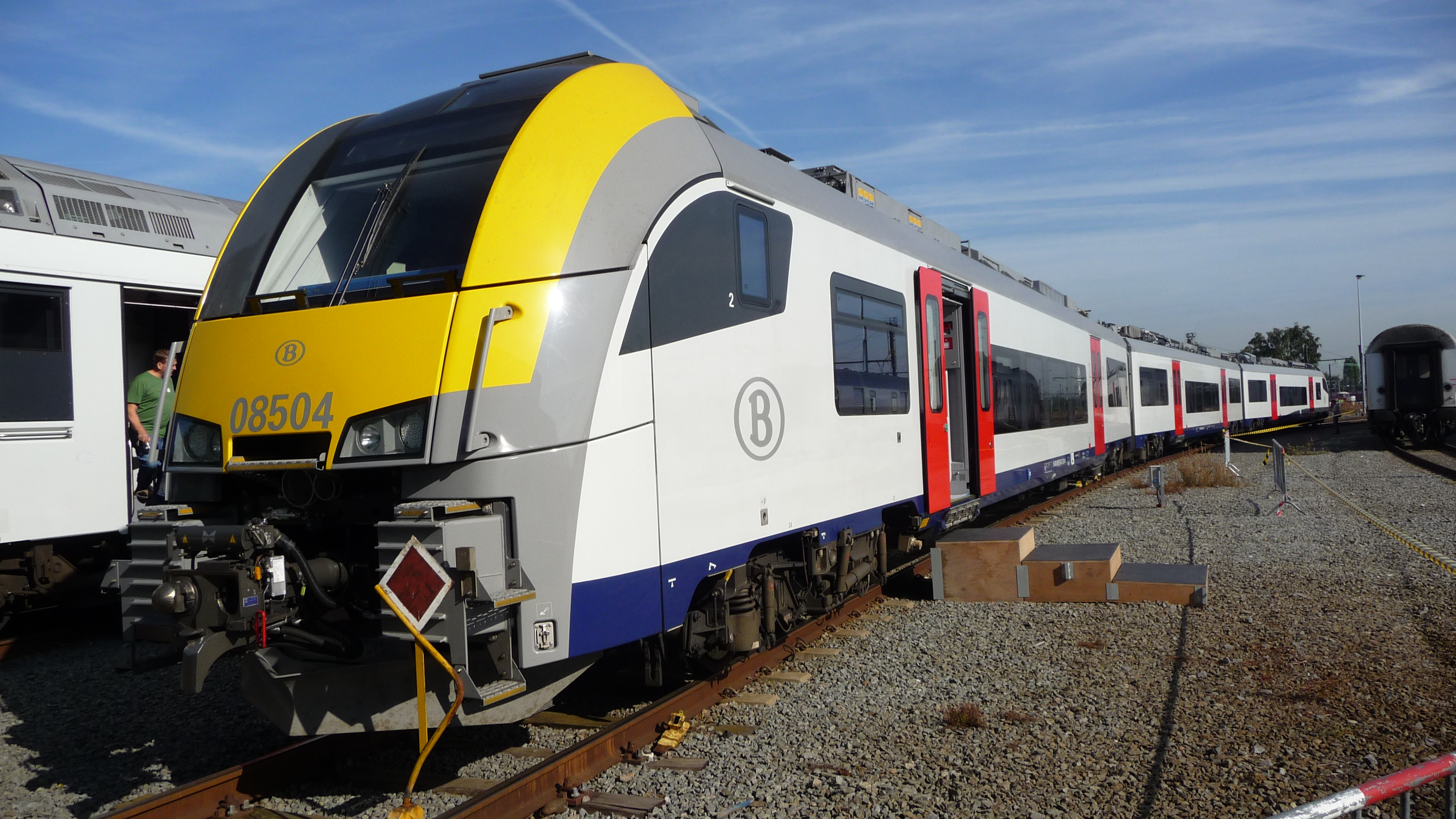
L'automotrice Desiro 08504 aux journées portes ouvertes des ateliers de Schaerbeek.

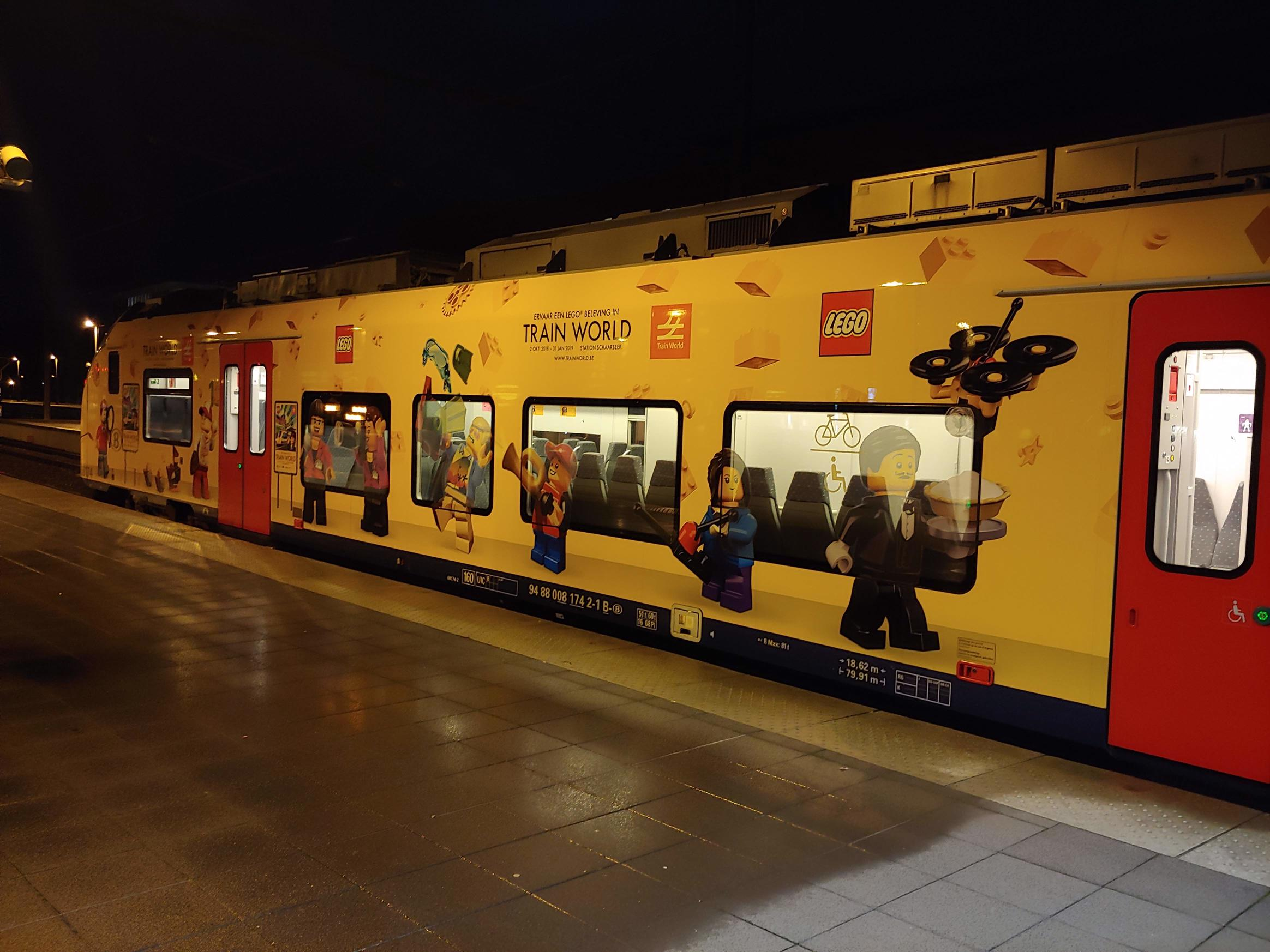
Desiro avec publicité pour l'expo LEGO (2018-2019) à Train World.

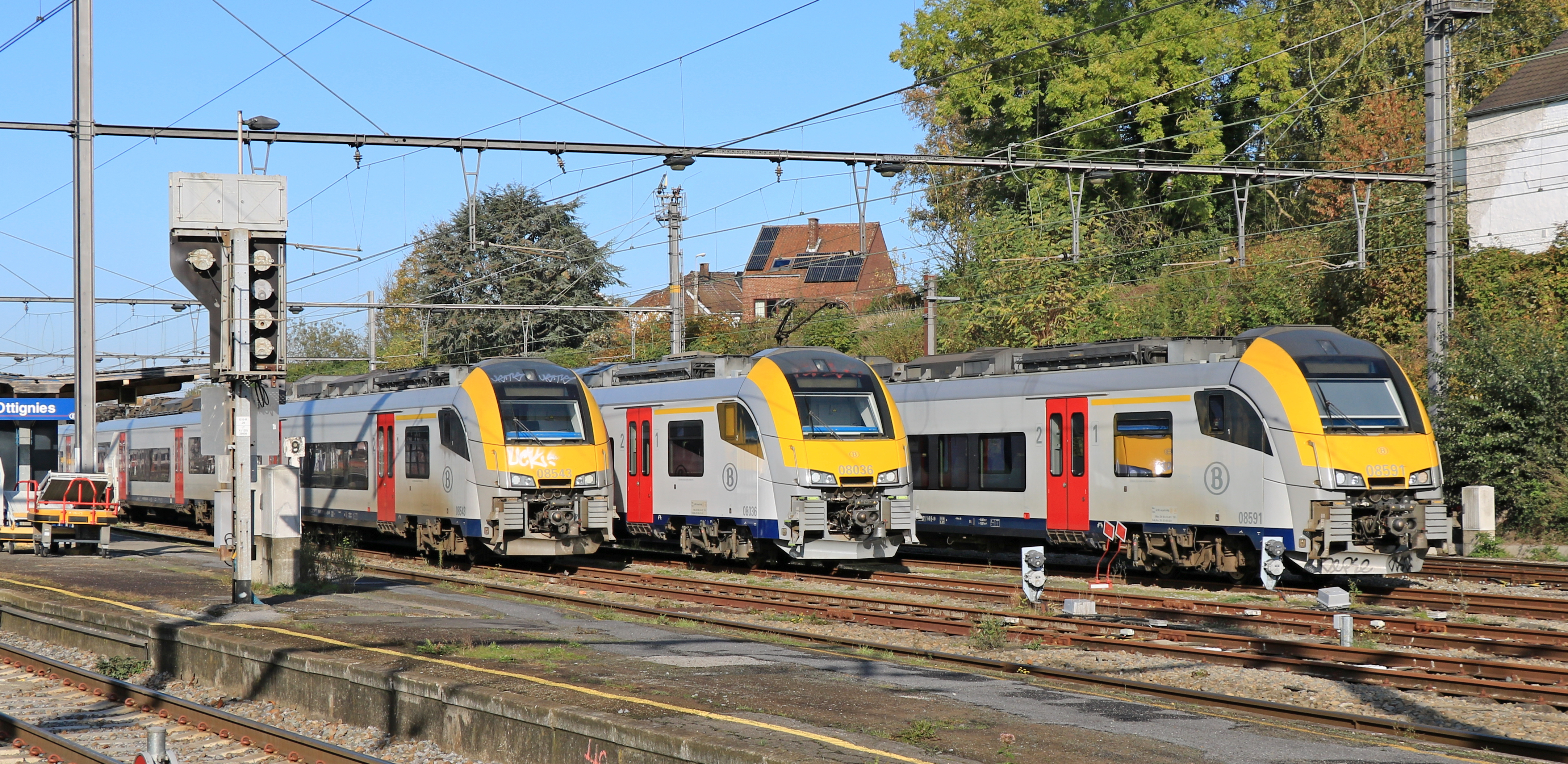
Rames Desiro en gare d'Ottignies.

Fin 2011, Siemens a reçu une homologation restrictive pour quatre rames Desiro. Ces premières automotrices ont pu servir à former le personnel de la SNCB dans l'attente de l’homologation définitive, laquelle autorisera une exploitation commerciale.
Le 25 janvier 2012, le premier service commercial fut effectué par les AM 08003 et 08004. Ce train était le L 4765, qui reliait Charleroi-Sud à Erquelinnes. Seule l'automotrice de tête était accessible aux voyageurs en raison de la longueur trop courte de certains quais.
Début 2013, ces rames ont fait la polémique de la SNCB. En effet, beaucoup de ces rames ont à cette époque souffert de nombreux incidents techniques ainsi que de nombreux problèmes de jeunesse. Ce n’est d'ailleurs pas le seul type de motrice qui a été affecté. En même temps, le nouveau matériel Fyra V250 destiné à la liaison à grande vitesse Bruxelles-Amsterdam a été victime de pannes forçant les NS et la SNCB à annuler de nombreux voyages et à retirer définitivement les V250 du service.

## Relations desservies
- IC 05 — Charleroi-Sud - Bruxelles - Anvers-Central - Essen (quelques voyages)
- IC 07 — Charleroi-Sud - Bruxelles - Anvers-Central - Anvers-Noorderdokken (quelques voyages)
- IC 09 — Anvers-Central - Lierre - Aerschot - Louvain (quelques voyages)
- IC 11 — Binche - La Louvière - Bruxelles - Malines - Turnhout (quelques voyages)
- IC 16 — (Bruxelles) - Arlon - Luxembourg
- IC 17 — Brussels Airport - Bruxelles-Schuman - Namur - Dinant
- IC 21 — Gand-Saint-Pierre - Termonde - Malines - Louvain
- IC 22 — Bruxelles-Midi - Malines - Anvers (quelques voyages)
- IC 23 — Ostende - Courtrai - Zottegem - Bruxelles - Brussels Airport (quelques voyages)
- IC 23a — Brussels Airport - Bruxelles - Gand-Saint-Pierre - Knokke (quelques voyages)
- IC 32 — Bruges - Lichtervelde - Courtrai
- IC 33 — Liers - Liège - Gouvy - Luxembourg (relation bi-tension: 3 kV CC Liers - Rivage puis 25 kV 50 Hz jusqu'à Luxembourg)
- S1 — Anvers-Central - Malines - Bruxelles - Nivelles
- S2 — Louvain - Bruxelles - Hal - Braine-le-Comte
- S3 — Termonde - Bruxelles - Denderleeuw - Zottegem
- S4 — Alost - Denderleeuw - Jette - Bruxelles-Schuman - Merode - Vilvorde
- S6 — Schaerbeek - Bruxelles - Hal - Grammont - Denderleeuw - Zottegem
- S8 — Bruxelles - Etterbeek - Ottignies - Louvain-la-Neuve
- S10 — Termonde - Jette - Tour et Taxis - Bruxelles - Jette - Denderleeuw - Alost
- S19 — Brussels Airport - Bruxelles-Schuman - Saint-Job - Nivelles - Charleroi
- S20 — Louvain - Wavre - Ottignies

- S61 — Wavre - Ottignies - Fleurus - Charleroi-Sud - Tamines - Namur - Jambes (quelques voyages)
- S62 — Charleroi-Sud - La Louvière-Sud - Manage - Luttre - Charleroi-Sud (week-end)
- S81 — Schaerbeek - Bruxelles-Schuman - Ottignies
- La plupart des relations omnibus (L)
- Certaines relations P (trains de pointe)

## Caractéristiques

### Aménagement
L'aménagement intérieur des AM 08 comporte 32 places assises de première classe contre 248 de seconde classe. Néanmoins, la différence entre les deux classes est très faible (sièges en velours de couleur plus foncée, tablettes rabattables et repose-pieds). Comme on le voit sur les photos ci-dessous, la principale différence est que les appuie-tête sont légèrement plus larges en première. Les deux compartiments de première classe ne sont d’ailleurs pas séparés physiquement des compartiments de deuxième classe.
On remarquera surtout que les Desiro sont munies d'un plancher relativement bas, ce qui facilite grandement l’accès au train, puisqu’il n’y a pas de marches à monter (excepté pour les anciens quais "bas"). Ces automotrices sont munies d'une unique toilette, d’écrans d'informations intérieurs et extérieurs ainsi que d’extincteurs accessibles aux voyageurs.

Ce plancher surbaissé permet l'accès aisé aux cyclistes et personnes à mobilité réduite. Plusieurs emplacement sont d'ailleurs ménagés pour ces voyageurs.

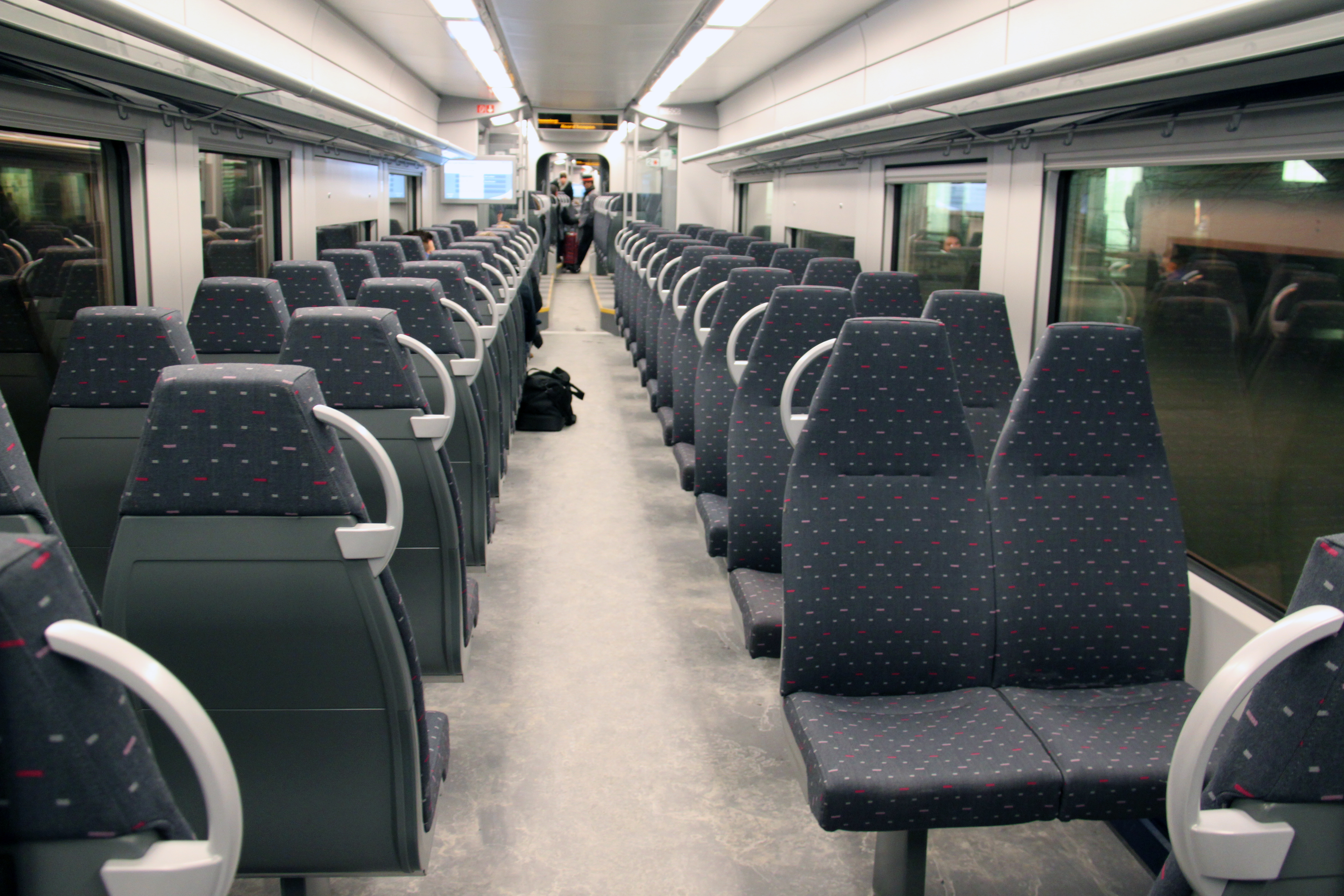
2e classe.
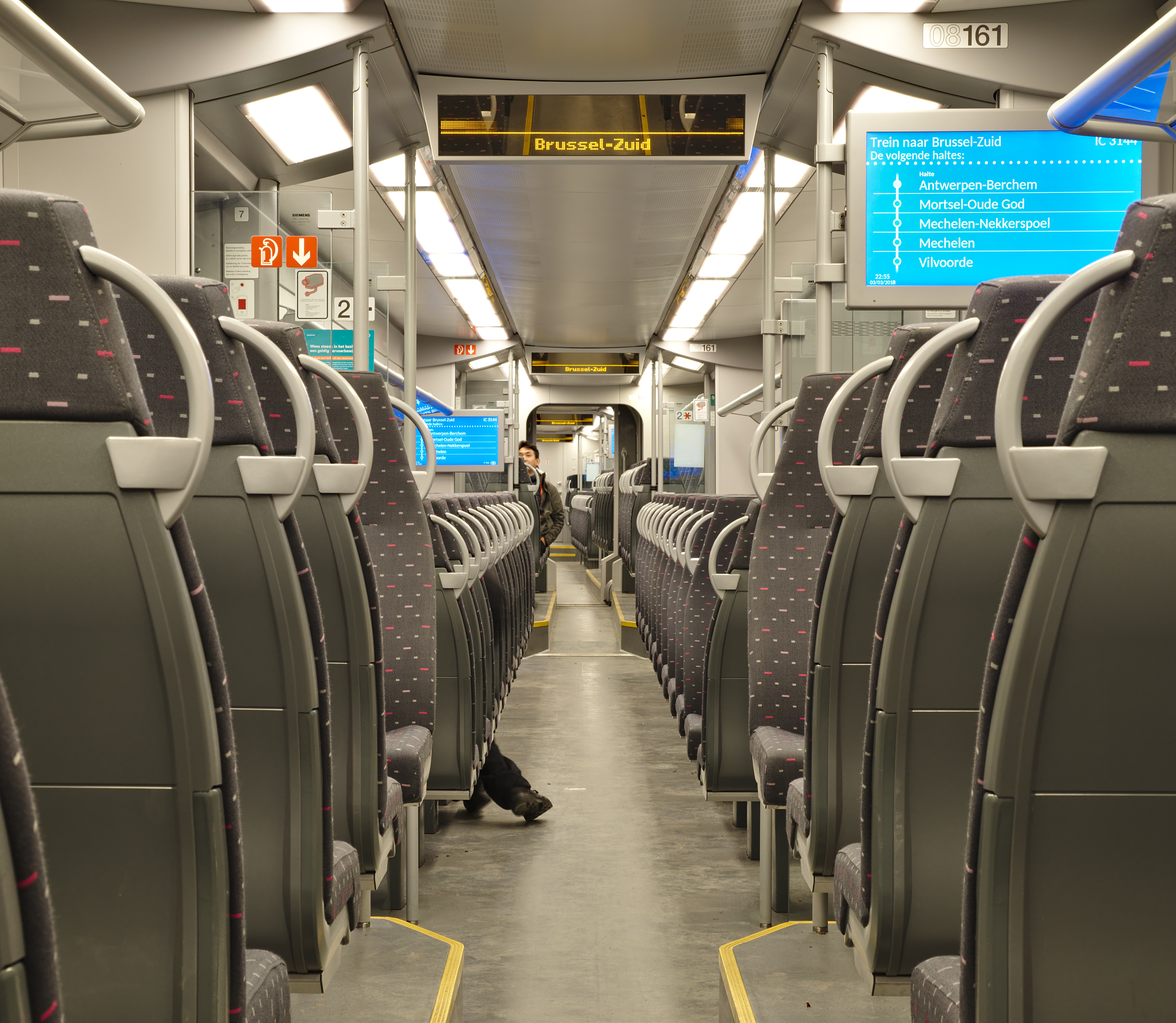
2e classe.
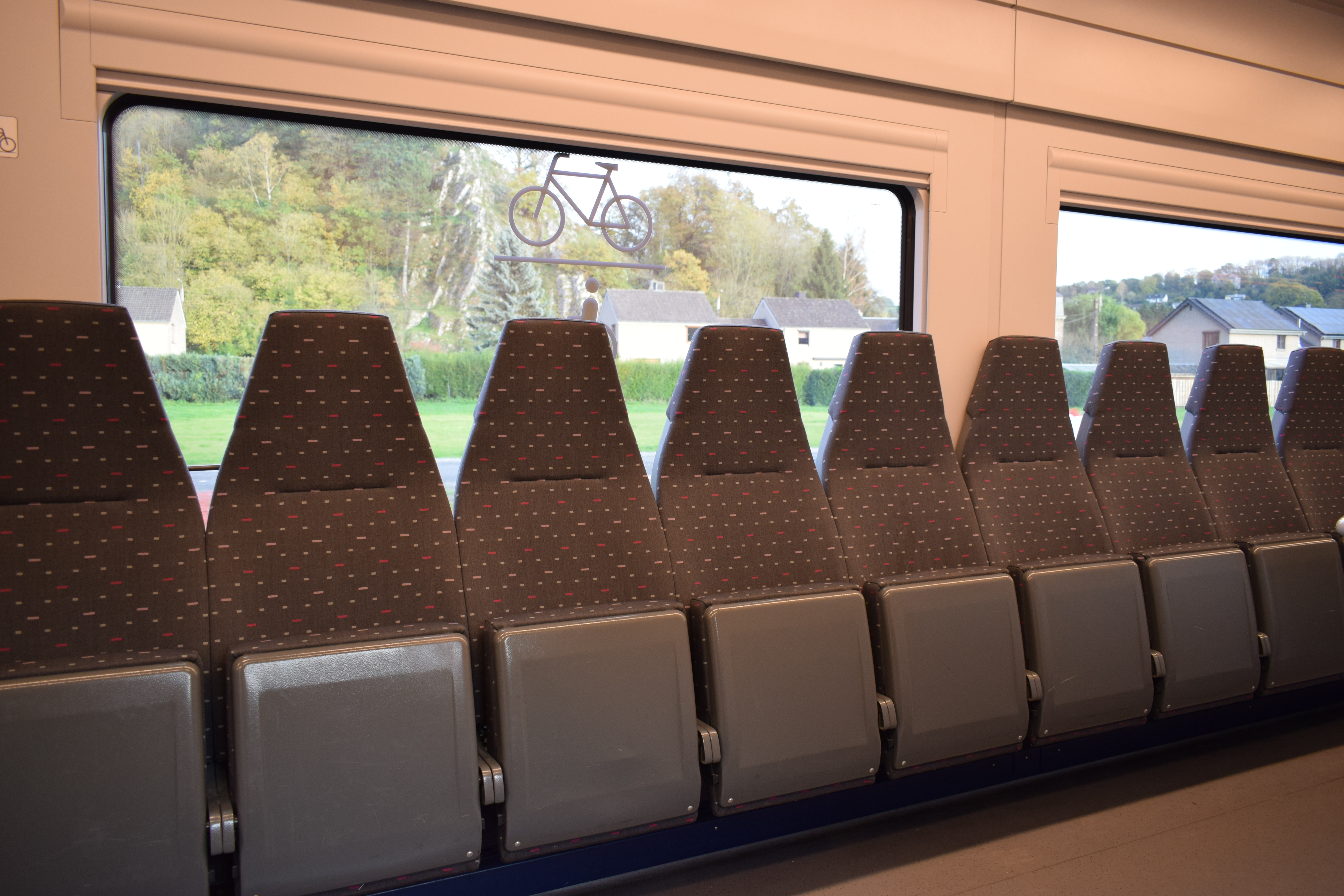
Espace vélos et fauteuils roulants en 2e classe.
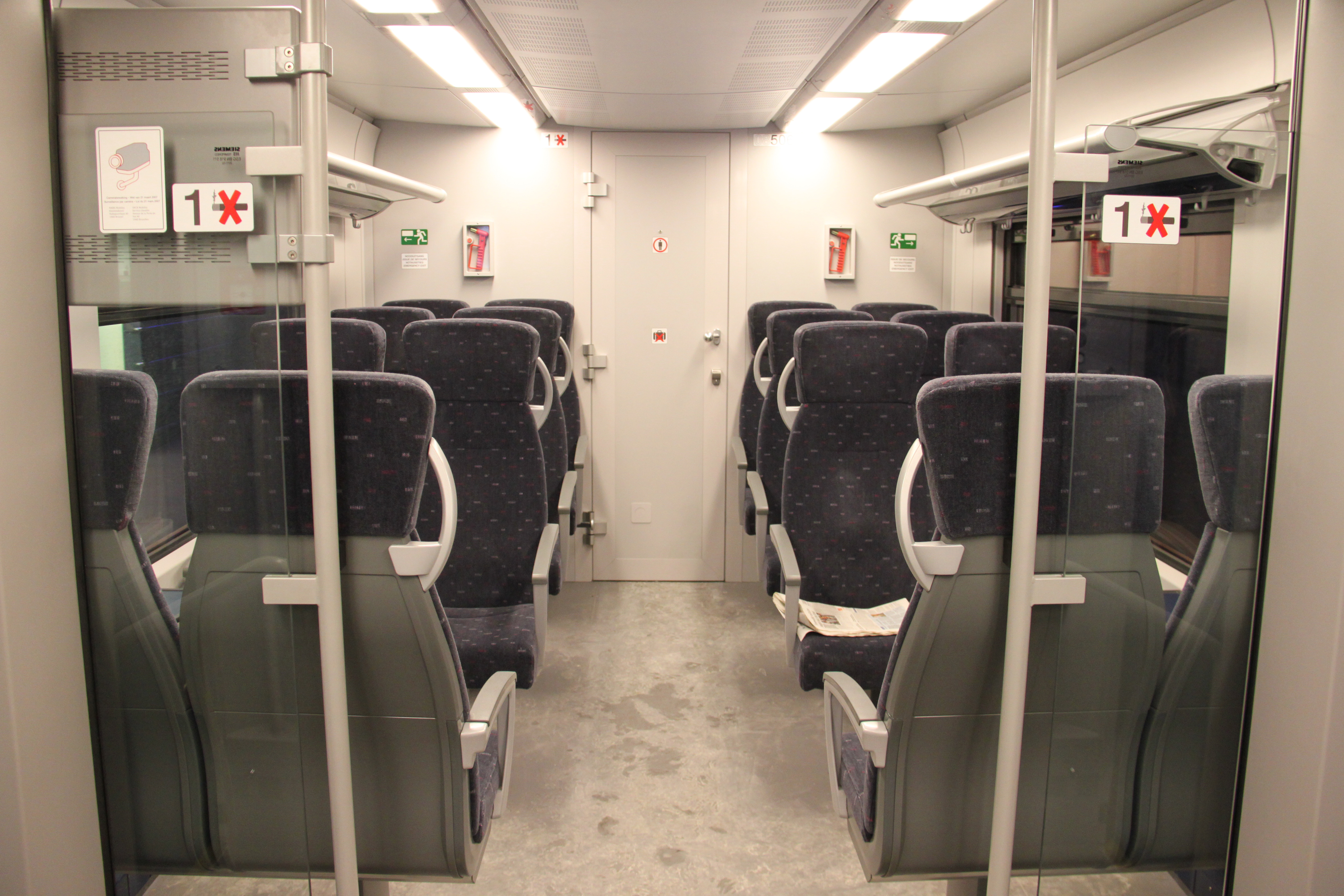
1re classe.
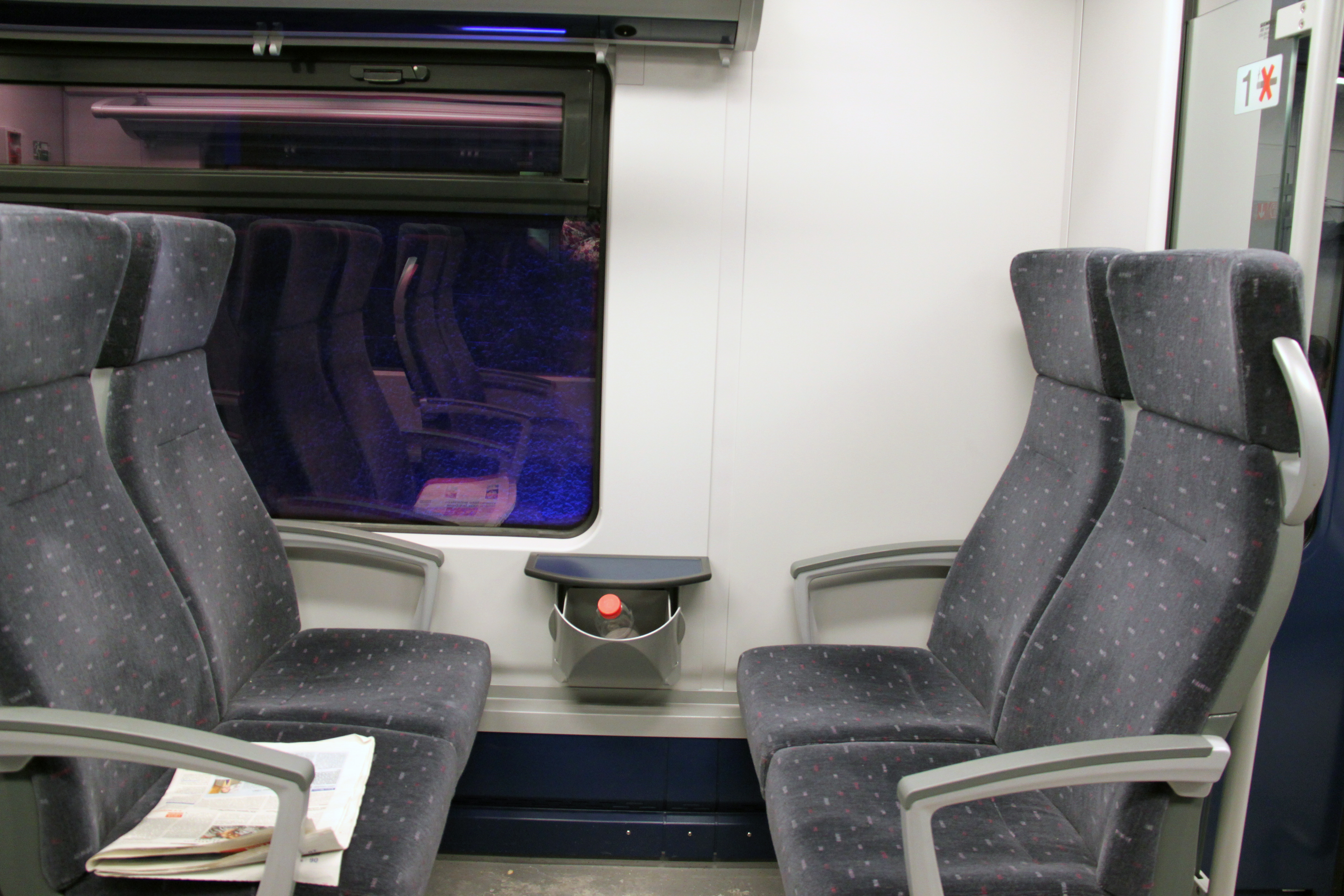
1er classe.
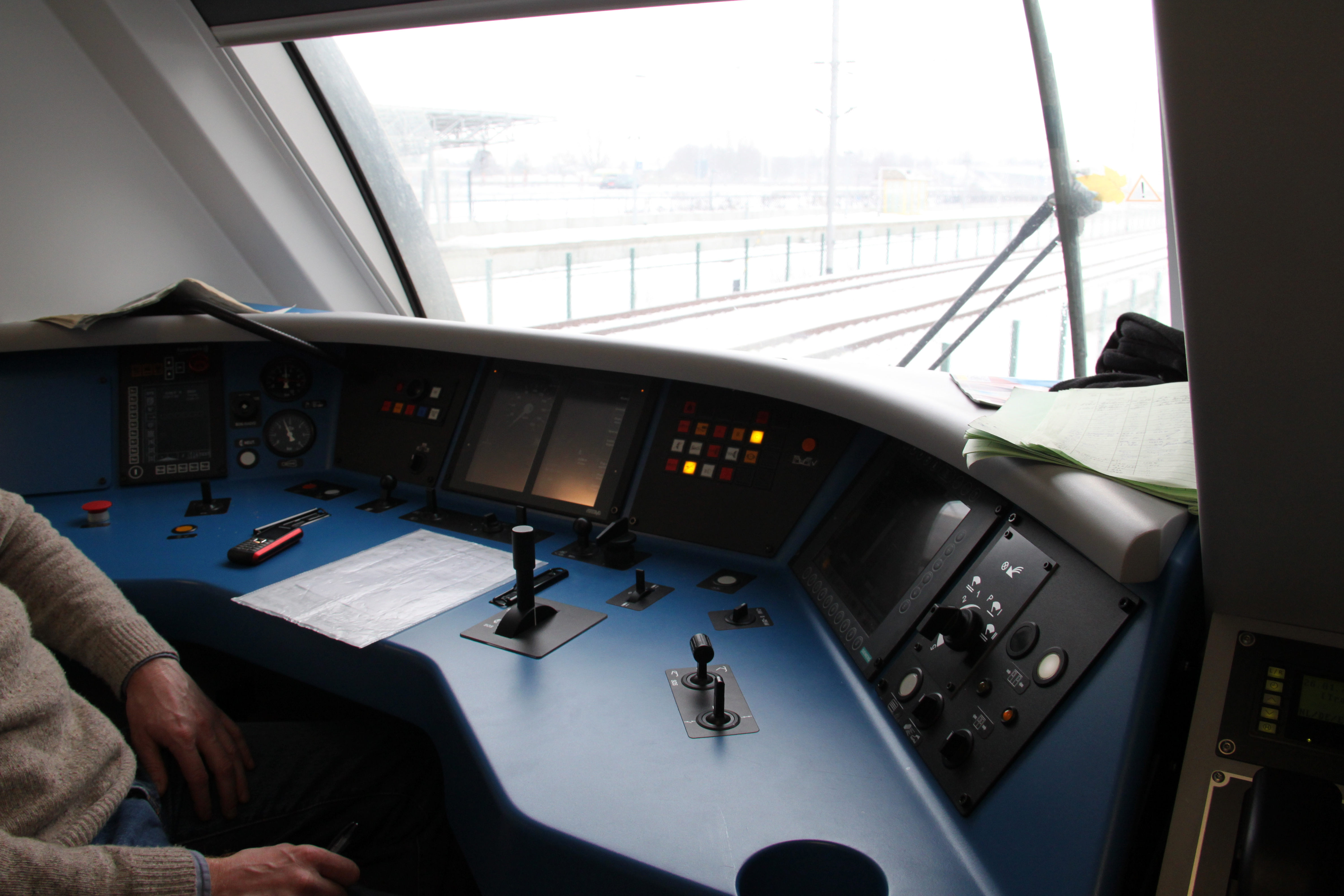
Cabine.